# Lespesia fasciagaster
Lespesia fasciagaster är en tvåvingeart som beskrevs av Beneway 1963. Lespesia fasciagaster ingår i släktet Lespesia och familjen parasitflugor.
Artens utbredningsområde är Florida. Inga underarter finns listade i Catalogue of Life.